# Beveland-du-Sud
Pour les articles homonymes, voir Beveland.
 (février 2024).
Si vous disposez d'ouvrages ou d'articles de référence ou si vous connaissez des sites web de qualité traitant du thème abordé ici, merci de compléter l'article en donnant les références utiles à sa vérifiabilité et en les liant à la section « Notes et références ».

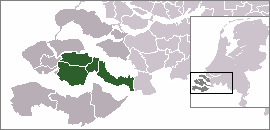
Localisation du Beveland-du-Sud.

Beveland-du-Sud (en néerlandais : Zuid-Beveland) est une ancienne île, aujourd'hui une presqu'île, située dans la province de Zélande, dans le sud-ouest des Pays-Bas.

## Géographie
Beveland-du-Sud est situé dans une région principalement agricole, entre trois régions plus urbaines : le Randstad, le Brabantse Stedenrij et le Vlaamse Ruit.[réf. nécessaire]
Beveland-du-Sud jouxte à l'ouest la presqu'île de Walcheren à laquelle elle est reliée par un isthme, au nord-ouest l'île de Beveland-du-Nord par deux digues et à l'est, sur le continent, la commune brabançonne de Woensdrecht par un isthme. La presqu'île est aussi reliée au sud à la Flandre zélandaise par le Westerscheldetunnel (le tunnel de l'Escaut occidental). La région est bordée au nord par l'Escaut oriental et au sud par l'Escaut occidental. Le canal de Zuid-Beveland traverse la région du sud au nord, de Hansweert à Wemeldinge, coupant la presqu'île en deux.
La région a une superficie de 376 km2 et compte 76 000 habitants. 

## Activités
La commune la plus importante est Goes, avec près de 37 000 habitants. La presqu'île abrite la centrale nucléaire de Borssele.

## Histoire

### IIIeetIVesiècles
Au cours de ces siècles, une grande partie de la Zélande est submergée et le territoire est pratiquement inhabité.

### Moyen Âge
Dès le XIe siècle, la Zélande est poldérisée petit à petit : grâce à cela, le pays est de moins en moins inondé. La fertile argile zélandaise est bonne pour l'agriculture, et lentement mais sûrement la prospérité augmente sur le territoire.[réf. nécessaire]
À partir du XIIIe siècle, les villages et les villes apparaissent. La population vit surtout de l'agriculture et de la pêche. La ville de Goes est le centre de Zuid-Beveland, mais Reimerswaal joue aussi un rôle important.

### LesXVIeetXVIIesiècles
À la suite des inondations de la Saint-Félix (Sint-Felixvloed) en 1530, une grande partie de l'île disparaît sous les eaux. Beaucoup de villages et la ville de Reimerswaal sont perdus dans ce qui est appelé le pays inondé de Beveland-du-Sud (Verdronken Land van Zuid-Beveland). L'île est aussi touchée en 1570 par l'Allerheiligenvloed (les « Inondations de la Toussaint »). Au cours de la guerre de Quatre-Vingts Ans, le territoire est souvent le théâtre d'opérations militaires.

### LesXVIIIeetXIXesiècles
Les XVIIIe et XIXe siècles sont une période où la prospérité recule. L'économie stagne à l'exception du secteur de l'agriculture. 
En 1809, le Royaume-Uni souhaite envahir les Pays-Bas, alors aux mains de Napoléon Ier. Le projet d'invasion doit commencer en Zélande, en particulier à Walcheren et les Anglais réussissent à prendre pied à Beveland-du-Sud. L'opération tourne rapidement au fiasco et se solde par une retraite.
En 1868, Beveland-du-Sud obtient une liaison ferroviaire avec Roosendaal (la Zeeuwse Lijn : la « Ligne zélandaise »). Le canal de Zuid-Beveland est creusé à partir de 1850 et est inauguré en 1866.
La construction en 1871 du Sloedam sur le Sloe relie Zuid-Beveland à Walcheren. Entre 1858 et 1884, un isthme reliant Beveland-du-Sud au continent est également construit.

### La Seconde Guerre mondiale
Au début de la Seconde Guerre mondiale, lors de la bataille des Pays-Bas, les troupes hollandaises souhaitent détruire l'isthme de Wondrecht reliant la presqu'île au continent pour faciliter la défense face à la Wehrmacht. L'état-major français est opposé à cette idée et dissuade les Pays-Bas de la mettre à exécution, ce qui facilite l'invasion allemande.
À partir du 15 mai 1940, de vifs combats ont eu lieu à Kapelle entre les troupes allemandes et les troupes françaises qui ont été appelées à l'aide par les Pays-Bas. Les forces allemandes sont appuyées par l'artillerie et l'aviation, qui manquent côté français. Rapidement, l'armée allemande prend le contrôle de l'isthme et avance en direction du canal de Zuid-Beveland. L'unique pont le traversant, qui doit être saboté, reste intact et les Allemands établissent une tête de pont à proximité de Kapelle. Le général français rapproche son quartier général, l'installant sur l'île voisine de Walcheren, mais il est trop tard pour enrayer l'avancée allemande. L'importante artillerie et l'aviation, ainsi que le recours à des parachutistes qui prennent à revers les positions franco-néerlandaises précipite la prise de l'île. De plus, les uniformes allemands et néerlandais étant visuellement proches, les Français pensent avoir été trahis et le moral des troupes est réduit. Alors que le repli est ordonné vers Walcheren, les pertes sont très élevées, « des trois bataillons [...], il reste à peine la valeur d'un bataillon » selon le général Fagalde.
Le jour suivant, 65 Français morts au combat sont enterrés par la population locale. À la fin de la guerre, tous les militaires français tombés au cours de cette guerre aux Pays-Bas sont réunis à Kapelle. Le 16 mai 1950, le cimetière militaire français est officiellement inauguré : il se trouve à la limite du village. Y reposent 217 militaires français, vingt militaires marocains tombés sous le drapeau français et un militaire belge.
Fin octobre 1944, le Beveland-du-Sud est le lieu d'importants combats entre troupes canadiennes et troupes allemandes. Ces dernières se sont retranchées sur les rives de l'Escaut et les îles et presqu'îles environnantes pour empêcher l'accès maritime au port d'Anvers. Les Alliés, ayant besoin de ce port pour leur approvisionnement, lancent une offensive pour reprendre le contrôle des rives de l'Escaut. La troisième phase de cette offensive visant à prendre le contrôle du Beveland-du-Sud est appelée opération Vitality. Le contrôle de l'île est rapidement atteint, car les Allemands se sont surtout retranchés sur la presqu'île de Walcheren,.

### Les inondations de 1953
Dans la nuit du 31 janvier au 1er février 1953, la Zélande est touchée par des inondations. Une grande partie du Beveland-du-Sud (notamment Goes) s'en sort relativement bien, du fait de sa position élevée. La partie orientale de l'île se retrouve toutefois pendant longtemps sous les eaux.
Afin d'éviter la répétition d'un tel désastre à l'avenir, les travaux du plan Delta sont entrepris à partir de 1958, et aboutissent à la recréation de l'isthme menant au continent. Un autre effet de ces travaux est l'amélioration considérable des liaisons avec le reste des Pays-Bas.

## Dialectes
La différence la plus frappante la prononciation du ae zélandais comme un i.
Au sein même de la région, il y a aussi des différences prononcées.